# Флоренций (консул 515 г.)
Вижте пояснителната страница за други личности с името Флавий Флоренций.
Флавий Флоренций (на латински: Flavius Florentius) е римски политик през началото на 6 век.
През 515 г. той е консул заедно с Флавий Прокопий Антемий на Изток.